# Дусанівська сільська рада
| Дусанівська сільська рада — колишній орган місцевого самоврядування у Перемишлянському районі Львівської області з адміністративним центром у с. Дусанів. Історична дата утворення: в 1940 році. Водоймища на території, підпорядкованій даній раді: річки Дзвінечка, Гнила Липа. Сільській раді були підпорядковані населені пункти: - с. Дусанів |

## Склад ради
Рада складалася з 12 депутатів та голови.

### Керівний склад ради
| ПІБ                        | Основні відомості                                                 | Дата обрання | Дата звільнення |
| -------------------------- | ----------------------------------------------------------------- | ------------ | --------------- |
| Расяк Володимир Григорович | Сільський голова, 1945 року народження, освіта, безпартійний      | 26.03.2006   | 31.10.2010      |
| Панчишин Богдан Васильович | Сільський голова, 1969 року народження, освіта вища, безпартійний | 31.10.2010   |                 |

Примітка: таблиця складена за даними джерела